# 八十一角形

正八十一角形

八十一角形（はちじゅうよんかくけい、はちじゅうよんかっけい、octacontahenagon）は、多角形の一つで、81本の辺と81個の頂点を持つ図形である。内角の和は14220°、対角線の本数は3240本である。

## 正八十一角形
正八十一角形においては、中心角と外角は4.444…°で、内角は175.555…°となる。一辺の長さが a の正八十一角形の面積 S は
{\displaystyle S={\frac {81}{4}}a^{2}\cot {\frac {\pi }{81}}}
{\displaystyle \cos(2\pi /81)}を平方根と立方根で表すことが可能であるが、三次方程式を3回解く必要である。
すると
{\displaystyle \cos {\frac {2\pi }{81}}=\cos {\frac {2\pi }{3\cdot 27}}={\frac {{\sqrt[{3}]{\sqrt[{3}]{\sqrt[{3}]{\omega }}}}+{\sqrt[{3}]{\sqrt[{3}]{\sqrt[{3}]{\omega ^{2}}}}}}{2}}={\frac {{\sqrt[{3}]{\sqrt[{3}]{\sqrt[{3}]{\frac {-1+{\sqrt {3}}i}{2}}}}}+{\sqrt[{3}]{\sqrt[{3}]{\sqrt[{3}]{\frac {-1-{\sqrt {3}}i}{2}}}}}}{2}}}

### 正八十一角形の作図
正八十一角形は定規とコンパスによる作図が不可能な図形である。
正八十一角形は折紙により作図可能である。